# Corbul (constelație)
Corbul (pe numele ei latin - Corvus) este o mică constelație din emisfera sudică.

## Descriere și localizare

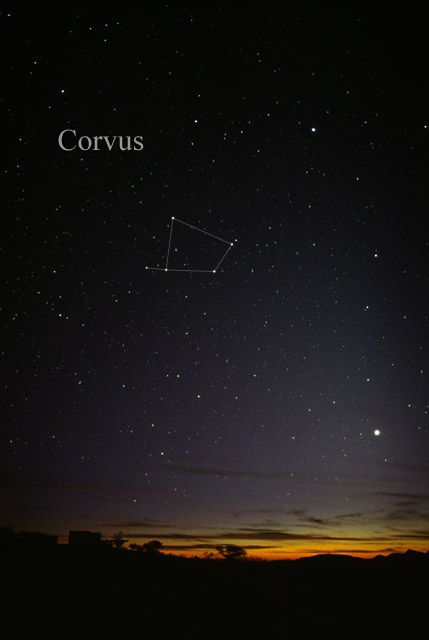
Constelația Corbul văzută cu ochiul liber. Pentru identificarea mai ușoară au fost trasate linii între stele.

Corbul se află în partea de nord a constelației Hidra de care este și legată mitologic. Cele mai luminoase 4 stele (γ, β, δ și ε Crv) ale ei, care au o magnitudine aparentă între 2,5 și 3, formează un asterism , cu formă de trapez neregulat, ușor identificabil cu ochiul liber în sudul celei mai luminoase stele din Fecoiara - α Virginis (Spica) . Acest asterism este cunoscut ca „Brigantina Spicăi” sau - simplu - „Vela”, γ și δ Crv aflându-se pe aceeasi linie cu Spica.  Cel mai bun timp pentru observare din Europa este primavara, în lunile martie și mai.

## Istorie
Corbul este una dintre cele 48 de constelații recunoscute în astronomia antică fiind menționată de Ptolemeu în catalogul său ceresc.

## Mitologie
Coordonate:  12h 00m 00s, −20° 00′ 00″